# Walt Disney Direct-to-Consumer and International
 (septembre 2021).
Walt Disney Direct-to-Consumer and International est l'une des divisions de la Walt Disney Company qui regroupe les activités de la société liées à la vidéo à la demande, à la distribution des productions télévisuelles et les activités internationales.

## Historique
Le 14 mars 2018, Disney annonce une réorganisation à effet immédiat de ses divisions en anticipation de l'achat de 21st Century Fox avec la fusion des parcs et des produits de consommation et la création de Walt Disney Direct-to-Consumer and International une division regroupant diffusion de contenu et l'international,,.
Le 2 avril 2018, Disney annonce la date d'ouverture du service de streaming ESPN+ pour le 12 avril au prix de 5 $ par mois,. Le 12 avril 2018, le service ESPN+ est officiellement lancé au prix de 5$ par mois sans les principaux matchs de NFL ou NBA mais avec au contraire des sports de niches, de nombreuses vidéos en direct et peu de publicité,
Le 5 août 2018, Disney dévoile plus de détails de son futur service de vidéo à la demande Disney+, prévu pour l'automne 2019,. Le 6 août 2018, Disney annonce une série Star Wars en 10 épisodes pour sa plateforme Disney+ et un coût de 100 millions d'USD, tandis que Microsoft rejoint la plateforme Movies Anywhere de Disney. Le 4 octobre 2018, Disney annonce que la série Star Wars sera intitulée The Mandalorian et basée sur les aventures d'un mercenaire Mandalorien. Le 10 octobre 2018, Aaron LaBerge est nommé vice-président et CTO de Disney Direct-to-Consumer and International sous la direction de Kevin Mayer après avoir occupé les mêmes postes chez ESPN,. Le 2 novembre 2018, Disney Direct-to-Consumer and International annonce une énième vague de licenciement de 20 personnes au sein de Disney Digital Network,,. Le 8 novembre 2018, Disney annonce une seconde série Star Wars en plus de The Mandalorian pour son service Disney+ avec pour héro Cassian Andor interprété par Diego Luna. Le 9 novembre 2018, Disney dévoile le nom de son service de streaming prévu pour fin 2019, Disney+ qui comprendra les productions Disney, Marvel, Star Wars, National Geographic et Pixar tandis que le service Hulu devrait être développé à l'international. Le 13 décembre 2018, Disney signe un contrat de diffusion avec Nine Entertainment Co. pour diffuser du contenu à la demande sur le service australien Stan,,.
Le 20 janvier 2019, Disney reporte une perte de 580 millions d'USD liée à sa participation dans le service de streaming Hulu. Le 15 février 2019, avec l'achat de 21st Century Fox, Disney va désormais détenir son propre société de publicité digitale TrueX (en), à l'instar de Freewheel pour Comcast ou AppNexus pour AT&T mais pourrait la réorienter pour un usage exclusivement interne. Le 26 février 2019, Disney Japan et NTT DoCoMo annoncent un service de streaming Disney au Japon avant le lancement de la 5G,. Le 27 février 2019, Disney est en pourparler avec AT&T pour acheter la participation de 10% de WarnerMedia dans Hulu, WarnerMedia cherchant à lancer son propre service de vidéo à la demande,,. Le 12 mars 2019, Hulu et Spotify signent un partenariat pour fournir dans un même abonnement les séries télévisuelles Hulu et les musiques associées sur Spotify pour concurrencer le forfait similaire d'Apple. Le 11 avril 2019, Disney renomme BAMTech en Disney Streaming Services. Le 15 avril 2019, AT&T vend sa participation de 10 % d'Hulu pour 1,43 milliard d'USD, laissant Disney majoritaire avec 66% et NBCUniversal avec 33%,,. Le 25 avril 2019, Kevin Mayer, président de Disney Direct-to-Consumer and International, déclare que l'une des motivations de l'Acquisition de 21st Century Fox par Disney est une croissante en Asie et en Inde. Fox et Disney sont principalement complémentaires en Asie, avec par exemple la presque absence de la Fox en Chine ou les marchés différents en Inde mais il y a de fortes redondances en Asie du Sud-Est. Toutefois l'achat de la Fox, et sa filiale STAR TV, force Disney à revenir sur sa décision en 2016 de stopper la production cinématographique indienne, avec la fermeture des studios d'UTV Motion Pictures. Un autre changement initié par la Fox depuis 2009, dû au succès de Star, est le découpage en sous-régions, voire par langues en Inde avec des entités dédiées au tamul ou à l'hindi. C'est en Inde que Disney modifie le plus son organisation à cause d'une prédominance de la Fox, Star en tête, bien que Star soit absente du secteur des émissions pour la jeunesse.
Le 12 mai 2019, avec la diffusion de l'Indian Premier League, Hotstar, filiale indienne de Disney pour le streaming annonce un record d'audience pour un événement en direct, plus de 18,6 millions de spectateurs. Le 14 mai 2019, Comcast annonce la signature d'un accord avec Disney pour la vente de sa participation dans Hulu à partir de janvier 2024, valorisant Hulu à 27,5 milliards de dollars au minimum,. Le 12 juillet 2019, Disney annonce la fermeture du service FX+ diffusant le contenu de FX et FXX et son transfert sur le service Hulu à compter du 20 août 2019, quelques mois avant le lancement du service Disney+, prévu en novembre,. Le 17 juillet 2019, Spotify lance en partenariat avec Disney en créant Disney Hub, un portail des musiques de films et séries de Disney mais aussi Star Wars, Pixar et Marvel, disponible dans les pays anglo-saxons États-Unis, Royaume-Uni, Irlande, Afrique du Sud, Canada, Australie et Nouvelle-Zélande; projet qui prolonge le partenariat avec Hulu,. Le 18 juillet 2019, Disney fusionne l'ensemble de ses services de vente et distribution de média et télévision aux États-Unis sous la direction de Justin Connolly, dépendant de Kevin A. Mayer chez Walt Disney Direct-to-Consumer and International,. Le 25 juillet 2019, Disney signe un contrat avec Google Play pour proposer les films Disney, Marvel et Star Wars en 4K,. Le 31 juillet 2019, Disney met en place une nouvelle organisation pour Hulu à la suite de sa prise de contrôle de mai 2019 et place l'équipe de développement des scénarios originaux sous la responsabilité de Walt Disney Television aux côtés de Disney Television Studios. L'équipe chargée des scénarios non originaux et autres produits sous licence reste elle sous la responsabilité de Walt Disney Direct-to-Consumer and International. Le 6 août 2019, Disney confirme la disponibilité d'un abonnement couplé Disney+/ESPN+/Hulu à 12,99 USD par mois à partir du 12 novembre 2019.
Le 19 août 2019, Disney annonce la même date de disponibilité de Disney+ au Canada et aux Pays-Bas que les États-Unis, soit le 12 novembre 2019, suivi le 19 novembre par l'Australie et la Nouvelle-Zélande,. Le même jour, afin de préparer l'arrivée de Disney+ en Australie, la presse indique que Disney recrute du personnel, 10 postes liés aux technologies de streaming ont été ouverts dans ses bureaux de Richmond en banlieue de Melbourne. Le 11 octobre 2019, pour Disney le service de vidéo à la demande indien Hotstar qui a déjà des déclinaisons aux États-Unis, au Canada et Royaume-Uni servira de service de base tandis que Disney+ et Hulu ne seront pas proposés en Inde.
Le 29 mai 2020, FuboTV publie son rapport financier et mentionne parmi ses actionnaires les entreprises Walt Disney Company (16%) et Discovery (12,9 %). Le 11 août 2020, dans son dossier d'introduction en bourse, Facebank Group indique que Disney détient 12,09 % du capital de FuboTV,.
Le 10 décembre 2020, Disney annonce le lancement de la catégorie Star de Disney+ le 23 février 2021 au Canada, en Europe de l'Ouest, en Australie, en Nouvelle-Zélande et à Singapour qui proposera les contenus plus adulte de Hulu à l'international.
Le 12 août 2021, Disney annonce avoir exercé ses droits et prévoit d'acheter la participation de 10 % de la NHL dans BAMTech pour 350 millions d'USD avant fin septembre et la participation restante de 15 % de la MLB serait prévue en 2022.
Le 29 novembre 2022, Disney achète la participation de 15% de MLB pour 900 millions d'USD, devenant l'unique propriétaire de Disney Streaming Services, ex-BAMTech,.

## Organisation
Syndication télévisée
- Walt Disney Home Entertainment,
- Disney-ABC Domestic Television
- Disney-ABC International Television (programmes diffusés sur 1300 chaînes de 240 pays),
- Disney Media Distribution
- Disney Channel Worldwide
  - Disney Channel (25 chaînes),
  - Toon Disney (9 chaînes),
  - Playhouse Disney (8 chaînes),
  - Disney Cinemagic,
  - Hungama
- Disney Television Animation qui assure la production de dessins animés Disney pour la télévision.
- les chaînes Fox à l'international
- les chaînes Fox Sports

Vidéo à la demande et contenu internet
- Disney+
- ESPN+
- Movies Anywhere
- Disney Streaming Services (75 %, ex-BAMTech)
- Hulu (66 %)
- Disney Digital Network (ex-Maker studios)
- Disney+ Hotstar
- Hotstar
- Star+
- FuboTV (Facebank Group, 12,09 %)
- Disney Hub, portail musical disponible sur Spotify aux États-Unis, Royaume-Uni, Irlande, Afrique du Sud, Canada, Australie et Nouvelle-Zélande

Filiales nationales
- Walt Disney International
  - The Walt Disney Company Africa (Afrique du Sud) ;
  - The Walt Disney Company Australia ;
  - The Walt Disney Company Canada ;
  - The Walt Disney Company China ;
  - The Walt Disney Company Korea (Corée du Sud) ;
  - The Walt Disney Company France ;
  - The Walt Disney Company Germany (Allemagne) ;
  - The Walt Disney Company Iberia (Espagne et Portugal) ;
  - The Walt Disney Company India ;
  - The Walt Disney Company Italia ;
  - The Walt Disney Company Japan ;
  - The Walt Disney Company Latin America (Amérique latine) ;
  - The Walt Disney Company Limited (Royaume-Uni) ;
  - The Walt Disney Company Nordic (Scandinavie) ;
  - The Walt Disney Company Russia ;
  - The Walt Disney Company Southeast Asia (Asie du Sud-Est).
- Star India

Dans son rapport annuel 2019, Disney inclut aussi dans DTCI les éléments suivants
- Tata Sky (30 %)
- Vice Media (21 %)
- UTH Russia (Seven TV, 20%)
- 51 % d'Eredivisie Media & Marketing qui détient les droits du Championnat des Pays-Bas de football

## Données économiques

### Résultats financiers
| Année | Chiffre d'affaires | Résultats net |
| ----- | ------------------ | ------------- |
| 2018  | 3 414              | - 738         |
| 2019  | 9 349              | - 1 814       |
| 2020  | 16 967             | -2 806        |
| 2021  | 16 319             | -1 679        |